# The Late Show with Stephen Colbert
Die Late Show with Stephen Colbert ist eine US-amerikanische Late-Night-Show. Sie wird von Montag bis Donnerstag am frühen Abend im Ed Sullivan Theater am Broadway in New York City  aufgezeichnet, am Donnerstag wird zusätzlich die Sendung für den folgenden Freitag aufgezeichnet. Die Show wird in den meisten Teilen der USA um 23:35 Uhr von CBS ausgestrahlt. Moderiert wird sie von Stephen Colbert, der auch als Executive Producer auftritt.
Sie ist die Nachfolgesendung der langjährigen Late Show with David Letterman, die im Mai 2015 nach 22 Jahren beendet wurde. Im Allgemeinen wird dieser Sendeplatz – gemeinsam mit der konkurrierenden Tonight Show auf NBC – als wichtigste Late-Night-Talkshow im US-Fernsehen betrachtet.
Im Juli 2025 gab der US-amerikanische Sender CBS bekannt, dass die Sendung im Mai 2026 nach elf Jahren eingestellt werde.

## Hintergrund

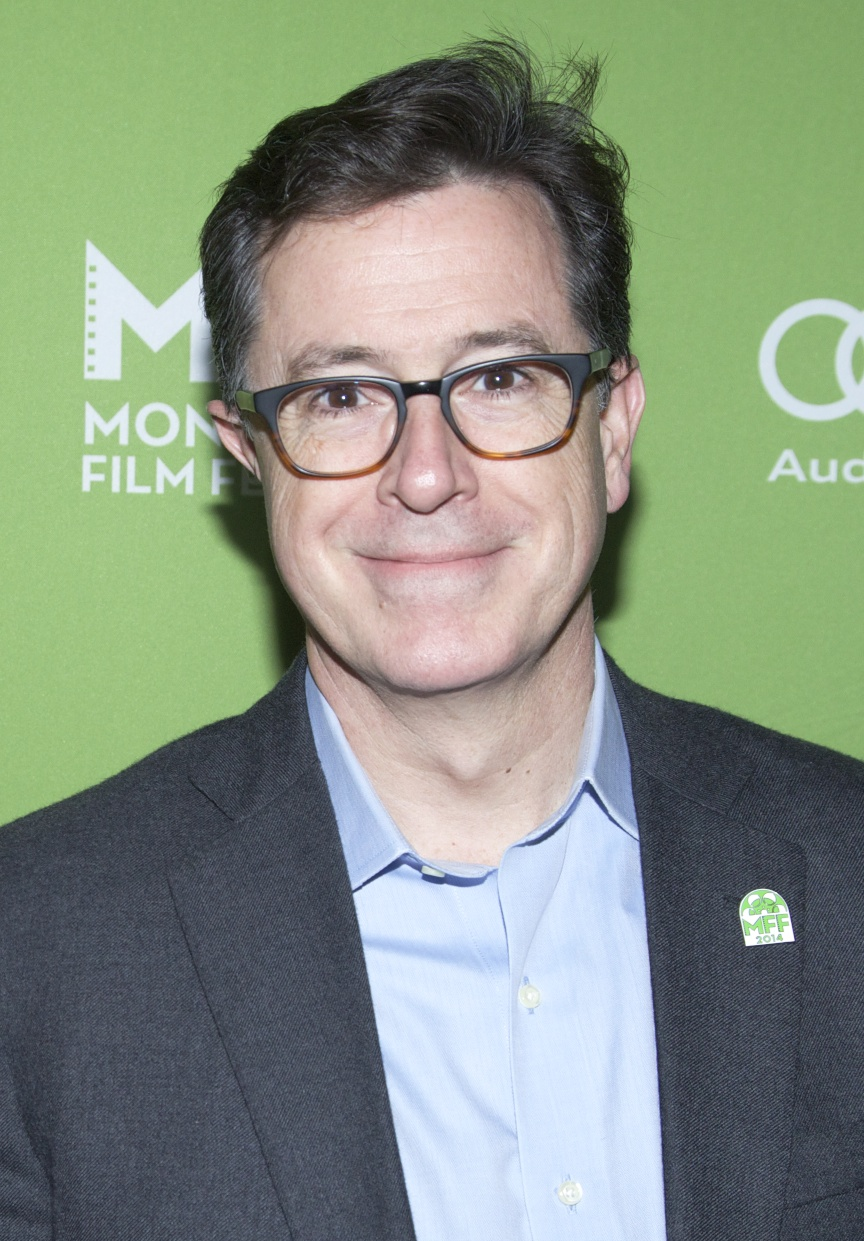
Stephen Colbert, Moderator der Show

Stephen Colbert wurde bereits am 10. April 2014 als Nachfolger von David Letterman auf dieser Position vorgestellt, nachdem dieser seinen Rückzug angekündigt hatte.
Das Format der Sendung entspricht weitgehend einer typischen Late-Night-Sendung mit einem Stand-Up-Teil zu Beginn der Show, mehreren Einspielern zu aktuellen Themen sowie bis zu drei Interviewgästen oder musikalischen Beiträgen. Im Vergleich zu ähnlichen Sendungen im amerikanischen Fernsehen liegt der Fokus etwas mehr auf politischen Gästen. So waren in den ersten Wochen u. a. die Präsidentschaftskandidaten Jeb Bush und Bernie Sanders sowie der damalige Vizepräsident Joe Biden zu Gast.
Colbert moderierte zuvor zehn Jahre lang den Colbert Report, eine satirische Comedysendung auf dem Sender Comedy Central. Hier trat er jedoch stets als fiktive Figur „Stephen Colbert“ (mit Anführungszeichen) auf und persiflierte mit dieser Figur die stark rechtspopulistischen amerikanischen Fernsehkommentatoren wie etwa Bill O’Reilly oder Rush Limbaugh. Für die Late Show hingegen nutzt Colbert diese Kunstfigur nicht mehr, sondern moderiert als er selbst.
Der musikalische Chef und Bandleader der Late Show war bis August 2022 Jon Batiste. Er übernahm die Rolle des klassischen Sidekick nur in sehr abgeschwächter Form. Als Hausband fungierte die von Jon Batiste mitgegründete Gruppe Jon Batiste & Stay Human. Alle Mitglieder haben zusammen an der Juilliard School studiert. Die Band wurde nach dem Weggang Batistes in The Late Show Band umbenannt. Neuer Bandleader wurde Louis Cato.

## Absetzung
Im Juli 2025 gab der US-amerikanische Sender CBS bekannt, dass die Sendung im Mai 2026 nach elf Jahren eingestellt werde. Gleichzeitig teilte das Netzwerk mit, dass auch die gesamte Late Show-Franchise nach insgesamt 33 Jahren beendet werden soll.
Beobachter sehen darin nicht nur finanzielle, sondern auch politische Gründe. Der hinter CBS stehende Konzern Paramount versuche, die Gunst der Trump-Regierung zu gewinnen, um eine Genehmigung für die Fusion mit Skydance zu erhalten. Colbert gilt als Kritiker des Präsidenten. Nach der Entscheidung kommentierte Trump: „Ich liebe es total, dass Colbert gefeuert worden ist“. Der Sender selbst wies ein politisches Motiv zurück. Jacques Berlinerblau von der Georgetown University zeigte sich besorgt über diese Entwicklung: „Comedy ist eine Art Frühindikator für den Zustand der Redefreiheit in einer Demokratie. Und das ist gerade kein guter Moment.“
Zahlreiche weitere Late-Night-Show-Moderatoren (John Oliver, Jimmy Fallon, Seth Meyers, Jimmy Kimmel und Andy Cohen) solidarisierten sich daraufhin mit Colbert und drückten ihr Bedauern über die Absetzung aus.

## Rezeption
Die ersten Ausgaben der neuen Sendung wurden von Kritikern gelobt. Besonders das ausführliche und sehr emotionale Interview mit Joe Biden stieß auf große Anerkennung. Hatte die Show im ersten Jahr Probleme in den Ratings, so erreichte sie in  Folge der Wahl Donald Trumps zum amerikanischen Präsidenten aufgrund der regelmäßigen kritischen Stand Ups von Stephen Colbert mittlerweile die Spitze bei den Einschaltquoten.